# Tima
Das Tima, auch bekannt als Domorik oder Lomorik, ist eine kordofanische Sprache, die vom Volk der Tima im Sudan gesprochen wird.
Sie zählt zur Gruppe der Katla-Sprachen und ist vom Aussterben bedroht, da ihre Sprecher immer mehr dazu gedrängt werden, die arabische Hochsprache zu sprechen.

## Zahlensystem
Das Zahlensystem in Tima arbeitet mit zwei verschiedenen gebundenen Präfixes. Zu der Ausnahme dieses Systems gehört die Zahl 1. Sie wird durch das Präfix /a-/ʌ-/ gekennzeichnet.
Das erste Präfix /ɪ-/i-/ wird bei allen Zahlen von 2 bis 10 vorangestellt und gibt die Singularität der Zahl an. Die weiteren Zahlen 11–19 bestehen aus den Bezeichnungen für Zahlen 1–9 und dem Präfix /t̪a-/. Wahrscheinlich bedeutet das /t̪a-/ so viel wie „von 10 weitergehend“ oder „plus“.
Demnach ergeben sich folgende Bezeichnungen der Zahlen von 1 bis 10:
| 1  | a-tɪɪn         |
| 2  | ɪ-hɪɪk         |
| 3  | ɪ-hwaay        |
| 4  | ɪ-halɘm        |
| 5  | i-duliin       |
| 6  | ɪ-nt̪ɘdakwalɔɔŋ |
| 7  | ɪ-ntatɪŋɛɛl    |
| 8  | ɪ-nt̪ɪŋɛrɛɛy    |
| 9  | ɪ-nt̪ahʌdʌkun   |
| 10 | ɪ-hɪdakʊn      |

Und folgende Zahlen von 11 bis 19:
| 11 | ta-tɪɪn         |
| 12 | ta-hɪɪk         |
| 13 | ta-hwaay        |
| 14 | ta-halɘm        |
| 15 | ta-duliin       |
| 16 | ta-nt̪ɘdakwalɔɔŋ |
| 17 | ta-ntatɪŋɛɛl    |
| 18 | ta-nt̪ɪŋɛrɛɛy    |
| 19 | ta-nt̪ahʌdʌkun   |

Alle weiteren runden Zahlen werden als ein Vielfaches von 10 gerechnet:
| 20  | i-hʌdʌkun ɪhɪɪk       |
| 30  | i-hʌdʌkun ɪhwaay      |
| 40  | i-hʌdʌkun ɪhalɘm      |
| 50  | i-hʌdʌku idulii       |
| 60  | i-hʌdʌku int̪ɘdakwalɔɔ |
| 70  | i-hʌdʌku intatɪŋɛɛ    |
| 80  | i-hʌdʌku int̪ɪŋɛrɛɛ    |
| 90  | i-hʌdʌku int̪ahʌdʌku   |
| 100 | i-hʌdʌku ihʌdʌku      |

## Belege
1. ↑  Alamin Mubarak, Suzan: Tima Word Structure (Noun and verb). 2009, S. 113–115.